# Philoliche ovambo
Philoliche ovambo är en tvåvingeart som beskrevs av H. Oldroyd 1957. Philoliche ovambo ingår i släktet Philoliche och familjen bromsar.
Artens utbredningsområde är Namibia. Inga underarter finns listade i Catalogue of Life.